# Gueraula Codines
Gueraula de Codines (Subirats, 1275-Subirats, 1340) fue una curandera catalana, también conocida como Garalda. A través de la observación de la orina, trataba enfermedades como el mal de gotornons (dolor de garganta que afecta más a los niños).

## Biografía
La importancia de Gueraula Codines radica en que para sus congéneres era una excelente curandera a quien le reconocían autoridad médica, pero las autoridades de la época vieron en ella un peligro y la acusaron de sortílega y envenenadora. Era una sospecha bastante grave, puesto que consideraban un acto de superstición hacer sortilegios o conjurar, pronunciar fórmulas de cura en la sanación, porque veían la aplicación de una fuerza misteriosa por la vinculación de ciertos ritos o fórmulas verbales que provocarían una cura fuera de la normalidad, o sea que podía haber un efecto mágico. Pero ella estaba dispuesta a comparecer ante el obispo de Barcelona para explicar sus prácticas.
Su primera aparición es del 19 de diciembre del 1304, embarazada de su hijo, ante el obispo de Sant Cugat del Vallès, Pons de Gualba. Es presentada como reincidente, porque ya había sido penitenciada con anterioridad. En su declaración relata que curaba varias enfermedades, tanto de personas como de animales, como la enfermedad de "llegodisses" o "gotornons", también el mal de vives e de terçó y la gota. Para ello recitaba las oraciones cristianas del Pater, el Ave, el Credo, hacía la señal de la cruz y decía unas fórmulas verbales como la que usaba para curar la gota, que decía así:

Conjur-te, gota,
   conjur-te, tota,
   conjur-te per Déu
   e per madona sancta Maria
   per los sens e per les sentes que auia:
   que así no pusques aturar
   ni esses caschar
   ni popa machar
   ni dia passar
   ni punt donar ni raïl metre.
   Per la cort celestial,
   que aquesta persona no aia mal.

Para el tratamiento de animales solo recitaba el Padre nuestro y el Avemaría. Se describe que también hacía un rito compuesto de dos elementos, la cosa y el gesto, que consistía en hacer, encima de la cola del animal enfermo, una cruz con paja de cebada y un gesto con los dedos pequeño e índice. En esta primera comparecencia, citada como sospechosa, a la pregunta del obispo de si sabía sobre medicina declaró que su actividad médica nacía de la observación de la orina para diagnosticar la enfermedad y también relató que los enfermos acudían a ella en gran número. A partir de la observación de la orina, de su apariencia, podía ver si era una simple fiebre y entonces el remedio era ayuno y abstinencia; si era más grave, recomendaba al enfermo que fuera a un médico.
El obispo puso como pena el juramento de no practicar ningún otro conjuro o adivinación, ni recomendar medicación alguna; y también el de permanecer algunos domingos (además de Navidad, Fin de año y la Epifanía) derecha y sin capa junto al cura durante la misa mayor, tener que proclamar en todo el pueblo que ella no sabía nada de medicina y que ninguna persona tenía que acudir a ella bajo amenaza de excomunión; peregrinar a Montserrat una vez hubiera nacido su hijo; no pronunciar el Padrenuestro ni el Ave Maria durante un año. Si reincidía, pasaría a la categoría de convicta de crimen.
En julio del 1307 Gueraula se presenta ante el obispo de forma espontánea y por voluntad propia, mostrándonos su fuerza y determinación al decir la verdad y manifestar su capacidad como curandera. Reiterará lo que ya había declarado con anterioridad y relatará con más detalle su práctica diciendo que también diagnosticaba por el polvo, daba consejos a los enfermos y que curaba la tisis. Explicará que había aprendido a curar de la observación médica, treinta años antes, cuando tenía unos quince años, del médico moro En Bofim en Villafranca del Panadés, por lo tanto ella había aprendido de un médico. El obispo entonces quiso consultar a dos médicos de Barcelona sobre las actividades curanderas de Codines, y estos dieron una valoración positiva. El obispo consintió finalmente que Gueraula continuara con su práctica médica con una licencia parcial donde solo podía observar, diagnosticar y dar consejo a los enfermos sin conjuros ni medicamentos.
La autoridad eclesiástica el 1328 tendrá indicios que Gueraula continúa con los conjuros y sortilegios. Esta vez la ley será más dura y la pena será la prisión por reincidente. Pero pasó a libertad condicional bajo fianza —proporcionada por su hijo— de quinientos sueldos. Dos años más tarde pasó el caso al inquisidor, pero solo se puede suponer que hizo un procedimiento, puesto que no hay más información sobre las prácticas de curación de Gueraula de Codines, cuál fue la pena, como tampoco sabemos nada más de su vida desde que contara alrededor de los setenta años.
Gueraula fue una mujer decidida y resuelta en la defensa de su práctica de curación, una práctica de vida y de relación con los enfermos.